# AARP
AARP (anteriormente American Association of Retired Persons) es una organización estadounidense sin ánimo de lucro independiente, que atiende las necesidades e intereses de las personas mayores de 50 años.
Fue fundada en 1958 por una maestra jubilada, Ethel Andrus, siendo fusionada en 1982 con la National Retired Teachers Association, también fundada por Andrus en 1947. 
Su revista bimestral, AARP The Magazine (anteriormente Modern Maturity), es la tercera en número de ejemplares impresos, contando con más de 35 millones de suscriptores, y solo es superada por las revistas "Atalaya" y "Despertad!", editadas por los Testigos de Jehová.
AARP posee varias sub-organizaciones como son:
- AARP Services
- AARP Financial Services
- AARP Insurance Plan
- AARP Driver Safety[1]